# Monte Fuscaldo
Monte Fuscaldo este o arie protejată (arie specială de conservare — SAC, sit de importanță comunitară — SCI) din Italia întinsă pe o suprafață de 2.827 ha, integral pe uscat.

## Localizare
Centrul sitului Monte Fuscaldo este situat la coordonatele 39°06′50″N 16°53′29″E / 39.113889°N 16.891389°E.

## Înființare
Situl Monte Fuscaldo a fost declarat sit de importanță comunitară în septembrie 1995 pentru a proteja 1 specie de plante și 11 specii de animale. Situl a fost protejat și ca arie specială de conservare în iunie 2017.

## Biodiversitate
Situată în ecoregiunea mediteraneană, aria protejată conține 6 habitate naturale: Pante stâncoase calcaroase cu vegetație casmofită, Păduri de Quercus ilex și Quercus rotundifolia, Tufărișuri termo-mediteraneene și de pre-deșert, Păduri de stejar alb estice, Pseudostepă cu ierburi și specii anuale de Thero-Brachypodietea, Galerii de Salix alba și de Populus alba.
La baza desemnării sitului se află mai multe specii protejate:
- plante (1): Stipa austroitalica
- păsări (9): fâsă-de-câmp (Anthus campestris), buha (Bubo bubo), șerpar (Circaetus gallicus), dumbrăveancă (Coracias garrulus), șoim călător (Falco peregrinus), gaia neagră (Milvus migrans), gaia roșie (Milvus milvus), vultur egiptean (Neophron percnopterus), viespar (Pernis apivorus)
- reptile (2): șarpele cu patru dungi (Elaphe quatuorlineata), țestoasă bănățeană (Testudo hermanni)

Pe lângă speciile protejate, pe teritoriul sitului au mai fost identificate 3 specii de plante, 4 specii de amfibieni, 4 specii de mamifere, 1 specie de pești, 5 specii de reptile.